# 50. Armee (Rote Armee)
Die 50. Armee (russisch 50-я армия) war von 1941 bis 1945 ein Großverband der Roten Armee und nahm am Deutsch-Sowjetischen Krieg teil. Die Formation war langfristig Teil der Westfront am mittleren Abschnitt und nahm 1941 an der Schlacht vor Moskau und 1944 an der Operation Bagration teil. Im letzten Kriegsjahr 1945 operierte die 50. Armee in Ostpreußen und war an der Belagerung von Königsberg beteiligt.

## Geschichte

### 1941
Am 20. August 1941 wurde das Kommando des 2. Schützenkorps aufgelöst und daraus das Oberkommando der 50. Armee gebildet. Die neugebildete Armee nahm im Raum nördlich von Potschep im Bereich der 3. Armee Verteidigungsstellungen ein, die entlang der Flüsse Desna und Sudost verliefen.
Am 25. August ordnete das Kommando der übergeordneten Brjansker Front an, dass die in der Mitte der Front eingesetzte 3. Armee an beiden Flügel mit der 13. und 50. Armee zu verstärken wäre. Zum besseren Schutz der Flanken der 3. Armee wurde daher die 280. Schützendivision an die 50. Armee und die 269. Schützendivision an die 13. Armee übertragen.
- Die erste Formation der 50. Armee umfasste die 217., 258., 260., 278., 279., 280. und die 290. Schützen-Division sowie die 55. Kavallerie-Division, neben Artillerie-, Flieger- und anderen Einheiten.

Ende August griff der Südflügel der deutschen 4. Armee an der Naht zwischen der sowjetischen 50. und 43. Armee an und überschritt am 28. August den Fluss Snopot. Zur gleichen Zeit startete gegenüber der 13. Armee das deutsche XXXXVII. mot. Armeekorps eine Offensive in Richtung auf Trubtschewsk. Die Truppen der 13. Armee hatten schwere Verluste und mussten über den Fluss Desna zurückgehen. In dieser Situation entschied die Stawka die deutsche Panzergruppe 2 (Guderian) mit der 13. und 21. Armee zurückzuschlagen und entwickelte eine Gegenoffensive in Richtung auf Starodub und Konotop. Um die deutsche Gruppierung wirksamer zu begegnen, wurden nördlich davon auch 4 Schützendivisionen der 50. Armee und die 43. Armee der Reservefront in der Roslawl-Nowosybkower Operation (Anfang September) zu einem Gegenangriff auf Roslawl angesetzt, der erfolglos blieb.
Zu Beginn des Unternehmen Taifun (2. Oktober 1941) verteidigten sich die Truppen der 50., 3. und 13. Armee an der Linie zwischen Brjansk, Kaluga und Sewsk-Orel mit Vortruppen am Snopot Abschnitt und weiter südlich über Pogar nach Gluchow auf 290 km Front. Gegenüber der 50. Armee entlang der westlichen Ufer des Desna war die deutsche 34. Infanterie-Division konzentriert, welche starken Druck in Richtung auf Brjansk ausübte. Die 50. Armee verteidigte ihren Abschnitt mit sieben Schützendivisionen (mit durchschnittlich jeweils etwa 8.500 Mann) im vorderen Treffen zwischen Frolowka und Dmitrow und mit einer Schützendivision nordöstlich von Schukowka als Reserve:
- 217. Schützen-Division, Oberst W. P. Schlegel
- 258. Schützen-Division, Brigadegeneral K. P. Trubnikow
- 260. Schützen-Division, Oberst W. D. Khochlowa
- 278. Schützen-Division, Oberst W. I. Mjaleschka
- 279. Schützen-Division, Oberst P. G. Scheludko
- 280. Schützen-Division, Generalmajor S. J. Danilow
- 290. Schützen-Division, Oberst N. W. Rjakina
- 299. Schützen-Division, Oberst J. F. Seregin
- 121. Panzerbrigade, Oberst N. N. Radkewitsch
- 55. Kavallerie-Division

Nach dem Durchbruch des deutschen XXXXVII. mot. Korps auf Brjansk verschlechterte sich die Lage der 50. Armee dramatisch. Die Abwehrfront verkehrte sich nach Osten entlang der rechten Ufer der Desna. Bis zum Abend des 2. Oktober hielt die 217. Schützen-Division in schwieriger Situation am östlichen Ufer des Flusses Bjtosh bis 6 km östlich des Flusses Desna, die 299. Schützen-Division am südöstlichen Ufer des Flusses Vetma, die 278. Schützen-Division verteidigte am östlichen Ufer des Desna bis östlich von Schukowa. Im Anschluss stand die 258. Schützen-Division, links gedeckt durch die 260. Schützen-Division, die 290. Schützen-Division hielt am Ivot-Abschnitt. Am 3. Oktober war die 50. Armee vollständig von deutschen Truppen eingekesselt, die 108. Panzerdivision (Oberst S. Iwanow) und die 154. Schützen-Division (Generalmajor J. S. Fokanow) versuchten zur Aufbrechung des Kessels Gegenstöße aus dem Osten. Die 108. Panzerdivision versuchte zusammen mit der 258. und 260. Schützendivision einen Gegenangriff in Richtung Schirjaino um die Verbindungen wieder herzustellen. Nachdem General Petrow nicht mehr auffindbar war, führte der Kommandant der Brjansker Front, Generalleutnant A. I. Jeremenko, die 50. Armee, ab 7. Oktober in Personalunion; ab 13. Oktober wurde schließlich General Arkadi Jermakow mit der Führung der 50. Armee beauftragt. Die neue Verteidigungslinie verlief an der Mündung des Flusses Upnach nach Norden bis zur Mündung des Sneschd (15 km nordwestlich von Mzensk) und weiter nördlich in den Raum Mzensk. Auf der rechten Flanke verteidigten die neu zugeführten Formationen der 50. Armee:
- die 31. Kavallerie- und 173. Schützen-Division (bei Beljew), die 258., 154., 299. und die 6. Garde-Schützendivision, die 41. Kavallerie-Division. Die 11. Panzerbrigade; 217. Division verteidigte beim Dorf Odojew und die 260. Schützen-Division bei Arsenewo.

Am 23. Oktober 1941 startete die deutsche Panzergruppe 2 ihre Offensive auf Tula, ein wichtigstes Verwaltungs- und Industriezentrum im Südwesten von Moskau, wo sich die neu formierte 50. Armee an der Oka zum neuerlichen Widerstand rüstete. Den Hauptschlag führte das deutsche XXIV. mot. Korps, dahinter folgte das 47. mot. Korps mit dem Ziel, die Übergänge über die Oka zwischen Kolomna und Kaschira in die Hand zu bekommen. Guderians Truppen überquerten den Shusha-Abschnitt 12 km nordwestlich von Mzensk und drangen an der rechten Flanke der 6. Garde-Schützendivision durch. Der Kampf am südlichen Stadtrand von Tula begann am Morgen des 30. Oktober. Am selben Tag wurden die 50. Armee mit der 413. Schützendivision verstärkt und für die Verteidigung Stalinogorsk eingesetzt. Die Führung der Brjansker Front hatte die neue Linie Kurakin, Bolohowo, Dedilowo zur Verteidigung bestimmt.
Im Verband der Westfront kämpfte die 50. Armee bis 5. Dezember 1941 die Verteidigungsoperation von Tula und nahm danach an der großen Gegenoffensive vor Moskau teil.
Bei den Abwehrkämpfen um Tula bewährte sich im Rahmen der 50. Armee im Besonderen das 156. NKWD-Regiment (Major S. F. Zubkow), die 258. Schützendivision (Oberst M. L. Sijazow), die 413. Schützendivision (Generalmajor L. D. Tereschkow), und die 154. Schützendivision (Generalmajor J. S. Fokanow). Auch die im August 1941 im Fernen Osten aufgestellte 413. Schützendivision (Generalmajor A. D. Tereschkow) wurde als Verstärkung zur 50. Armee transferiert. Am Morgen des 10. November startete die Deutschen neue Angriffe gegen den Abschnitt der 258. Schützendivision und gegen die linke Flanke der nördlicher stehenden 238. Schützendivision der 49. Armee. Es gelang Teilen der 238. Schützendivision von Pronino aus in Richtung auf Suhodol vorzugehen, worauf der Gegner die rechte Flanke des 999. Schützen-Regiment der 258. Schützen-Division zu umgehen begann. Die 31. Kavallerie-Division beschäftigte den Gegner bei Plutnewo, die 194. Schützen-Division führte in der Nacht am 12. November einen erbitterten Kampf um den Besitz des Ortes Konin. Am 24. und 25. November folgte Abwehrkämpfe um Venev und 25. November und im Raum östlich von Kaschira. Im Dezember nahm die 50. Armee an den Gegenoffensiven von Tula (6. bis 16. Dezember) und Kaluga (17. Dezember 1941 bis 5. Januar 1942) teil. Während dieser Angriffe konnten die Truppen der 50. Armee bis zu 50 Kilometer nach Westen vorrücken und befreiten die Städte Schekino, Jasnaja Poljana, Odojewo, Lichwin (Tschekalin) und am 30. Dezember Kaluga. Anfang Januar 1942 konzentrierte sich die 50. Armee im Raum südöstlich von Juchnow.

### 1942
Zu Beginn des Jahres 1942 kämpfte die 50. Armee beidseitig der Ugra unterstützte den Durchbruch der 10. Armee in Richtung auf Wjasma und übernahm ab 7. März neue Stellungen südwestlich von Juchnow, dabei waren folgende Divisionen unterstellt:
- 154. Schützen-Division
- 217. Schützen-Division
- 258. Schützen-Division
- 290. Schützen-Division
- 340. Schützen-Division, Oberst S. Martirosjan
- 413. Schützen-Division, Generalmajor A. D. Tereschkow
- 31. Kavallerie-Division
- 112. Panzer-Division, Oberst A. L. Getman
- 32. Panzerbrigade Oberst I. I. Juschchuk
- selbständiges 131. Panzerbataillon

### Armeegliederung am 1. Januar 1943
- 58. Schützen-Division
- 69. Schützen-Division
- 146. Schützen-Division
- 325. Schützen-Division
- 344. Schützen-Division
- 413. Schützen-Division
- 2. Garde-Panzer-Brigade
- 108. Panzerbrigade

Vom 2.–31. März 1943 beteiligte sich die 50. Armee an der letzten Kämpfen der Schlacht von Rschew und drängte nach der deutschen Büffelbewegung in Richtung auf Spas-Demensk nach.
- Vom Juli bis August 1943 war der 50. Armee die 17., 49., 64., 212., 324., 326., 413. Schützen-Division zugeteilt.

Ende April 1943 etablierte sich die 50. Armee im Raum südwestlich Koselsk und nahm im Raum Kirow Stellungen im Anschluss an die 16. Armee ein. Die 196. Panzer-Brigade zeichnete sich während der Orjoler Operation (12. Juli bis 18. August 1943) aus und drängte in Richtung auf Zikejewo vor. Während der Offensive überquerten die Truppen den Fluss Schisdra, wurden dann durch den Gegner zwischen Makarowka – Owsorodski gestoppt. Während der Smolensker Operation (7. August bis 2. Oktober 1943) startete die 50. Armee ihren Angriff erst am 14. August, nach 5 Tagen erreichte ihr Vorstoß in Richtung auf Schisdra bis zu 53 km Tiefe.
Am 17. August 1943 wurde die 50. Armee der Brjansker Front (dritte Formation) unterstellt und beteiligte sich an der Offensive von Brjansk (1. September bis 3. Oktober). Die Armee war dabei im Raum Schisdra bis südöstlich des Bolwa-Abschnitts konzentriert. Bis 7. September waren Flanke und Rücken des Gegners unhaltbar und der deutsche Rückzug auf die „Hagen-Linie“ eingeleitet. Bis zum 15. September erreichten die Truppen der 50. Armee die Bahnstation von Snopoti Olsufjew. Nach dem Eintritt in der Republik Belarus erfolgte am 26. September die Besetzung von Chotimsk, am 8. Oktober wurde der Fluss Pronja bei Petuhowka erreicht und ein Brückenkopf auf dem rechten Ufer bei Propoisk (Slawgorod) gebildet. Am 18. Oktober 1943 wurde die 50. Armee der Zentralfront (ab 20. Oktober – Weißrussische Front) unterstellt.
Im November 1943 nahm die 50. Armee an der Gomel-Rechitza Operation (10.–30. November) teil, während der die Truppen in Verbindung mit der 3. Armee die Abwehr gegnerischer Angriffe im Raum Uzgorsk – Krasnaja Sloboda abwiesen und es am 25. November gelang den Dnjepr bei Novy Bychow zu überqueren. Ende Dezember 1943 erreichte die 50. Armee die Linie Davidowitsch – Trilesno – Hachinki (22 km östlich von Bychow).

### Armeegliederung am 1. Januar 1944
46. Schützenkorps, Generalmajor Konstantin Maximowitsch Erastow
- 238. Schützen-Division
- 369. Schützen-Division
- 380. Schützen-Division

121. Schützenkorps, Generalmajor Dmitri Iwanowitsch Smirnow
- 108. Schützen-Division
- 110. Schützen-Division
- 324. Schützen-Division
- 413. Schützen-Division

Am 24. Februar 1944 wurde die 50. Armee Teil der 1. Weißrussischen Front und ab 23. April der 2. Weißrussischen Front.
Gliederung am 22. Juni 1944
19. Schützen-Korps, Generalmajor Dmitri Iwanowitsch Samarski
- 324. Schützen-Division, Oberst Iwan Kornilowitsch Kasak
- 362. Schützen-Division, Generalmajor Wassili Nikititsch Dalmatow

38. Schützen-Korps, Generalmajor Judel Leontjewitsch Gorodinski
- 110. Schützen-Division, Oberst Wassili Andrejewitsch Guschawin
- 139. Schützen-Division, Generalmajor Iosif Konstantinowitsch Kirillow
- 385. Schützen-Division

121. Schützen-Korps, Generalmajor Dmitri Iwanowitsch Smirnow
- 238. Schützen-Division
- 307. Schützen-Division, Generalmajor Wassili Nikititsch Dalmatow
- 380. Schützen-Division

Im Juni bis August 1944 bestand die 50. Armee aus dem 19., 38., 121. Schützenkorps und der 307. Schützendivision und nahm an der strategischen Operation Bagration (22. Juni – 29. August) teil. Die Truppen kämpften in der Schlacht bei Mogilew (23.–28. Juni) und Minsk (29. Juni – 4. Juli), dabei überquerten ihre Verbände die Beresina und bekämpften die eingekesselten Teile der deutschen 4. und 9. Armee im Raum Tscherwen. In Zusammenarbeit mit anderen Armeen wurden die Städte Mogilew (28. Juni), Bychow (28. Juni), Nowogrodek (8. Juli) und Grodno (16. Juli) befreit. Danach folgten Kämpfe in der Schlacht um Bialystok (5. bis 27. Juli), bis Ende August erreichte die 50. Armee die Linie der Flüsse Biebrza – Narew vor im Raum Ossowetz – Samoljasche.

### Armeegliederung am 1. Januar 1945
69. Schützenkorps, Generalmajor Nikolai Nikolajewitsch Multan
- 153. Schützendivision, Oberst Alexander Smirnow, später Generalmajor Sergej Ignatjew
- 110. Schützendivision, Oberst S. M. Tarasow
- 324. Schützendivision, Oberst Iwan Kornilovich Kosak
- 191. Schützendivision, Generalmajor G. O. Laschkin

81. Schützenkorps, Generalleutnant Alexander Alexejewitsch Tjurin
- 2. Schützendivision, Generalmajor M. I. Perewosnikow
- 330. Schützendivision, Generalmajor Wladimir Gusew
- 307. Schützendivision, Generalmajor Wassili Nikitowitsch Dalmatow

124. Schützenkorps, Generalleutnant Iwan Iwanowitsch Iwanow
- 208. Schützendivision, Oberst R. W. Zwetkow
- 216. Schützendivision, Generalmajor G. F. Maljukow
- 51. Schützendivision, Oberst A. J. Chwostow

Im letzten Kriegsjahr 1945 kämpfte die 50. Armee im Rahmen der 2. Weißrussische Front (unter Marschall Rokossowski) in der Ostpreußischen Operation (13. Januar – 25. April 1945). Während der Offensive besiegten die sowjetischen Truppen der Heeresgruppe Mitte (ab 26. Januar Heeresgruppe Nord). Die Truppen der 50. Armee eroberten dabei die Städte Lyck (Elk, 23. Januar), Bialla und Neuendorf (24. Januar), Nikolajko (27. Januar), Rudshan (27. Januar), Wormditt (17. Februar) und andere.
Vom 6. bis 9. April 1945 beteiligten sich das 81. und 124. Schützenkorps der 50. Armee an der Erstürmung von Königsberg – Am Hauptangriff nahmen 3 Armeen teil, wobei die Truppenteile am östlichen Abschnitt (69. Schützenkorps) in Defensive verblieben. Im Mai operierte die 50. Armee schließlich noch an der Küste des Frisches Haffs und wurde im Oktober 1945 aufgelöst.

## Führung

### Oberbefehlshaber
- Generalmajor Michail Petrowitsch Petrow (16. August 1941 – 13. Oktober 1941)
- Generalmajor Arkadi Nikolajewitsch Jermakow (13. Oktober 1941 – 22. November 1941)
- Generalleutnant, ab Juli 1944 Generaloberst Iwan Wassiljewitsch Boldin (23. November 1941 – Februar 1945)
- Generalleutnant Fjodor Petrowitsch Oserow (Februar 1945 – Mai 1945)

### Mitglieder des Kriegsrates
- Kommissar K. L. Sorokin (Oktober – November 1941, Juli 1942 – November 1942)
- Kommissar V. G. Lark (November 1941 – Juli 1942)
- Oberst A. Rassadin (November 1942 – Januar 1943)
- Generalmajor L. M. Chumakow (Januar – Oktober 1943)
- Oberst A. I. Karamyschew (Oktober 1943 – Februar 1945)
- Generalmajor N. G. Ponomarew (Februar 1945 – Ende des Krieges)

### Generalstabschef
- Oberst Leonid A. Pern (August – Oktober 1941)
- Oberst N. J. Argunow (Oktober 1941 – März 1942)
- Generalmajor Iwan T. Grischin (März 1942 – April 1943)
- Generalmajor N. G. Brilew (April 1943 – August 1944)
- Generalleutnant Fjodor P. Oserow (September 1944 – Januar 1945)
- Generalmajor N. F. Garnitsch (Januar 1945 – Ende des Krieges)